# Ansari X-Prize

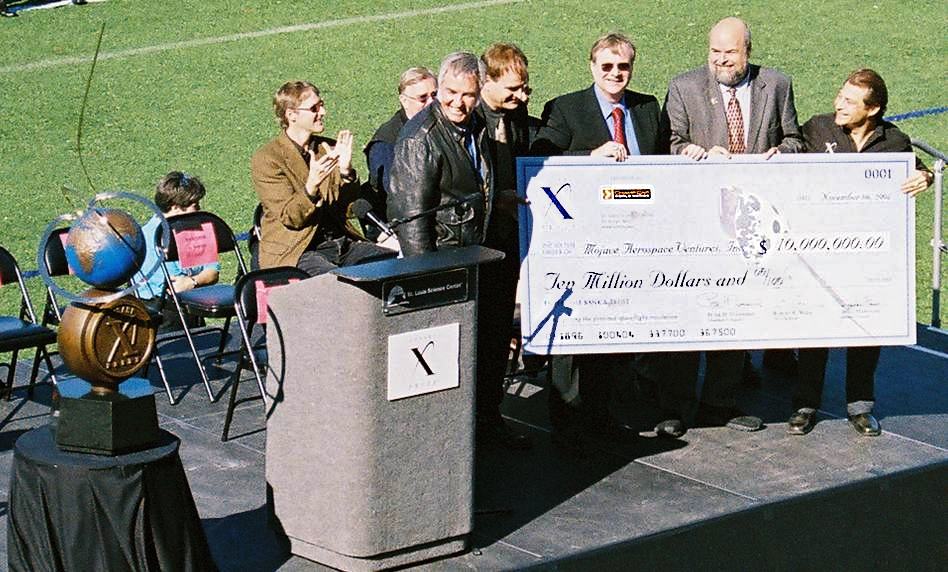
Ansari X-Prize

Der Ansari X-Prize (bis Mai 2004 X-Prize) war ein 1996 gestarteter Wettbewerb der US-amerikanischen X-Prize Foundation, der den ersten erfolgreichen privaten und bemannten suborbitalen Raumflug prämierte. Durch den erfolgreichen Flug des SpaceShipOne am 4. Oktober 2004 entschied das Team Scaled Composites den mit zehn Millionen Dollar dotierten Wettbewerb für sich.

## Entstehung des X-Prize
Die Idee zu einem Preis hatten im Januar 1996 Peter Diamandis und sein Freund Gregg Maryniak in einem Speisesaal des Racquet Club am Kingshighway in St. Louis. Geldgeber der ersten Stunde waren
- Ralph Korte, Geschäftsführer des Bauunternehmens Korte Construction Co. aus Illinois
- William H. Danforth von der Washington University in St. Louis
- Andrew Taylor, Vorstandsvorsitzender der Enterprise Holdings
- Walter Metcalfe Jr. von der Anwaltssozietät Bryan Cave
- Sam Fox von der Washingtoner Lobbying-Agentur Harbour Group
- Douglas "Doug" King, ehemaliger Geschäftsführer des St. Louis Science Center, jetzt Geschäftsführer des Museum of Flight in Seattle
- Hugh Scott, ehemaliger Bürgermeister der Gemeinde Clayton, zuletzt Geschäftsführer des Investment Bankings bei Stifel Nicolaus & Co.
- Steve Schankman, Geschäftsführer der Konzertagentur Contemporary Productions.

Deren Spenden von insgesamt 50.000 US-Dollar legten die Basis einer rund 100 Mitglieder starken Gruppierung, die auch als New Spirit of St. Louis Organization bekannt ist und im selben Speisesaal gegründet wurde, wo der Orteig-Preis ausgeschrieben worden war, der Charles Lindbergh dazu anregte, mit seinem Flugzeug Spirit of St. Louis den Atlantik zu überqueren.
Nachdem der Grundstock gelegt war, konnten weitere und erheblich finanzkräftigere Geldgeber gefunden werden. Die First USA Bank (BankOne) gab eine Million US-Dollar, die New Spirit of St. Louis Organization und die Danforth Foundation spendeten eine halbe Million. Eine weitere Großspende stammte von Tom Clancy. Die Multimillionen-Dollarspende der iranischen Unternehmerin und späteren ersten weiblichen Weltraumtouristin Anousheh Ansari und ihres Schwagers Amir Ansari führte am 5. Mai 2004 zur Umbenennung der Auszeichnung zu Ansari X-Prize.

## Zweck des Wettbewerbes
Der Wettbewerb diente zur Förderung der Weltraumindustrie im privaten Sektor – von einer Regierung unterstützte Bewerber waren nicht zugelassen. Ziel war der Beweis, dass Weltraumflüge für Firmen und Privatpersonen zugänglich und erschwinglich sind, sowie das Ausloten der Möglichkeit des Weltraumtourismus. Kreative Ideen sollten gefördert werden, die den momentan teuren Transport von Menschen und Nutzlasten in eine Erdumlaufbahn, beispielsweise mit dem Space Shuttle, preisgünstiger machen sollten.

## Teilnahmebedingungen
Das Preisgeld von 10 Millionen Dollar stand dem ersten zu, der folgende fünf Anforderungen erfüllte:
- Das Raumfahrzeug musste von privater Hand finanziert und gebaut werden.
- Das Raumschiff musste zweimal innerhalb von zwei Wochen eine Höhe von (mindestens) 100 km erreichen.
- Das Raumschiff musste einen Piloten sowie mindestens zwei Passagiere tragen (oder alternativ jeweils 90 kg Ballast anstelle eines fehlenden Passagieres)
- Mindestens 90 % des Raumschiffs musste wiederverwendbar sein.
- Die Flüge mussten bis zum 1. Januar 2005 durchgeführt werden.

Die Aufnahmegebühr betrug 1.000 US-Dollar.
Da herkömmliche Raketen nicht wiederverwendbar sind, hatten diese keine Chance auf den Ansari X-Prize. Weiterhin durfte der Flug die Passagiere nicht mehr als 100.000 US-Dollar kosten.
Insgesamt bewarben sich 26 Teams aus sieben Staaten um den X-Prize. Es war festgesetzt, dass das Preisgeld verfiel, wenn der Preis nicht bis zu der festgesetzten Frist gewonnen wurde. Die Teilnehmer kamen überwiegend aus den USA, daneben auch aus Großbritannien, Kanada, Argentinien, Russland, Rumänien (Mitglieder der Aeronautics and Cosmonautics Romanian Association arbeiteten an einer Rakete) und Israel.

## Teilnehmer
Nachfolgend sind einige der 26 teilnehmenden Teams aufgelistet.

### Scaled Composites
- Gleiter: SpaceShipOne
- Nation: USA
- Einige Teammitglieder: Burt Rutan, Mike Melvill, Peter Siebold

Am 21. Juni 2004 stellte Michael Melvill mit dem bemannten SpaceShipOne der Firma Scaled Composites mit 100 Kilometern Flughöhe einen Höhenrekord bei privaten Raumschiffen auf. Damit galt das Unternehmen als größter Favorit auf den X-Prize.
SpaceShipOne wurde vom Mutterschiff bis in 14 Kilometer Höhe getragen und dort ausgeklinkt. Dann begann es den Steigflug.
Am 27. Juli 2004 kündigte Scaled Composites an, am 29. September 2004 den ersten der erforderlichen zwei Flüge zum Gewinn des Preises unternehmen zu wollen. Dieser Flug fand planmäßig statt. Das Raumschiff mit Pilot Mike Melvill erreichte eine Höhe von 337.500 Fuß (102,9 km), also etwas mehr als gefordert. Die Triebwerke brannten 77 Sekunden. Statt Passagieren wurden Gewichte transportiert. Am 4. Oktober 2004 wurde der zweite Flug mit Brian Binnie als Pilot absolviert (Höhe ca. 112 km). Sicherheitshalber war ein zusätzlicher dritter Flug geplant, falls der zweite nicht die Kriterien erfüllen sollte. Brian Binnie oder Peter Siebold waren dabei als Piloten eingeplant.
Doch alles lief nach Plan und mit diesem zweiten Flug gewann Scaled Composites am 4. Oktober 2004 den X-Prize.

### Discraft Corporation
- Gleiter: The Space Tourist
- Nation: USA

Dieses Team plante, einen flachen Gleiter mit Düsentriebwerken zu konstruieren, die selbst in großen Höhen funktionieren. Sie hatten jedoch keinen Erfolg.

### US-amerikanisches Team
- Nation: USA

Das namenlose Team konstruierte eine Rakete, die sie unter der Meeresoberfläche zünden wollten. Sie rechneten damit, dass die Auftriebskraft des Wassers der Rakete den nötigen Schub geben würde. Erfolge blieben auch hier aus.

### Space Transport Corporation
- Rakete: Rubicon 1
- Nation: USA

Die Firma Space Transport Corporation gab bekannt, dass am 4. Juli 2004 vom Startplatz auf der Olympic Peninsula im Bundesstaat Washington ein unbemannter Testflug mit der sieben Meter langen Zweistufenrakete „Rubicon 1“ auf 17 Kilometer Höhe gelungen sei. Die Rakete bestand aus sechs Tankröhren als erster Stufe und dem daraufmontierten Raumschiff.
Am 8. August führte man einen weiteren Testflug durch. Die 97 Zentimeter im Durchmesser messende Rakete war mit dem Dummy „Steve Austin“ besetzt. Beim Start wurde ein Triebwerk zerrissen, bevor die Rakete in den Himmel schoss. Die Trümmer beschädigten die Außenhaut so schwer, dass das Fluggerät unsteuerbar wurde und zur Seite wegkippte. Sekundenbruchteile später brachen die Tankröhren weg und gingen unmittelbar vor der Küste nieder. Das Raumschiff stürzte separat ins Meer.
Die Finanzierung des Nachfolgers Rubicon 2 war nicht möglich.

### Armadillo Aerospace
- Rakete: Black Armadillo
- Nation: USA
- Einige Teammitglieder: John Carmack, Russ Blink, Joseph LaGrave, James Bauer, Katherine Anna Kang

Indirekt war aus einem Pressetext vom 27. Juni 2004 schon zu entnehmen, dass sich das Team so gut wie geschlagen gebe.
Doch am 3. Juli 2004 wurde auf der Homepage mitgeteilt: „As far as we know, everything is completely ready for flight testing on the big vehicle“. („Soweit wir es beurteilen können, ist alles bereit zu Testflügen mit dem großen Fahrzeug.“) Man wolle noch im Jahr 2004 das Raumschiff fertigstellen.
So kam es dann auch knapp einen Monat später, am 8. August 2004, zu einem Testflug. In dessen Verlauf stürzte die 35.000 $ teure Rakete aber schon kurz nach dem Start ab.

### Da Vinci Project
- Rakete: Wild Fire Mark VI
- Nation: Kanada
- Ein Teammitglied: Brian Feeney

Der Leiter des kanadischen Da Vinci Projects, Brian Feeney, teilte am 5. August 2004 mit, dass man am 2. Oktober 2004 das Raumschiff „Wild Fire Mark VI“ starten wolle. Spätestens zwei Wochen darauf sollte der zweite Flug stattfinden. Ende September 2004 verschob das Da Vinci Project den ersten offiziellen X-Prize-Flug auf unbestimmte Zeit. Einige Tage später erweiterte die kanadische Regierung das Startfenster bis Ende Oktober 2004.

### Canadian Arrow
- Rakete: Canadian Arrow
- Nation: Kanada
- Einige Teammitglieder: Geoffrey Sheerin, Lou van Amelsvoort

Das kanadische Team hat sich an den Plänen von Wernher von Braun zur A4 orientiert. Die zweistufige Rakete heißt genauso wie das Team selber und hat eine Länge von 16 Metern. Die Startbasis befindet sich in Sarnia in der kanadischen Provinz Ontario.
Die „Canadian Arrow“ wurde von der Jury zur schönsten Rakete des Wettbewerbes gewählt.

### Space Adventures/Mjasischtschew
- Gleiter: Cosmopolis XXI
- Nation: Russland

Das russische Team nennt seinen Gleiter „Cosmopolis XXI“. Er wurde vom Moskauer Konstrukteursbüro Mjasischtschew mit finanzieller Unterstützung des US-Unternehmens Space Adventures entwickelt. Ein Prototyp war 2002 auf dem Moskauer Aerosalon zu sehen.
Die Maschine werde mit einem Trägerflugzeug in 17 Kilometer Höhe gebracht und ausgeklinkt. Dann setze es mit einem Raketentriebwerk den Flug an den Rand des Weltraums fort. Als Trägerflugzeug diene eine zweimotorige M-55 Geofisika, die normalerweise im Kalten Krieg zu Beobachtungsflügen eingesetzt wurde.

### Aeronautics and Cosmonautics Romanian Association (ARCA)
- Rakete: Orizont
- Nation: Rumänien
- Einige Teammitglieder: Maria Nicolae, Dumitru Popescu, Simona Popescu, Constantin Truta

Zur allgemeinen Überraschung kündigte am 15. Juli 2004 auch dieses rumänische Team einen Testflug an. Dieser sollte zunächst einmal in eine Höhe von 10 Kilometer führen. Hierzu wurde im Hauptsitz des Teams, im rumänischen Städtchen Drǎgǎşani, eine 14 Meter lange Flüssigtreibstoffrakete mit acht Tanks und einem Triebwerk mit dem Namen „Orizont“ konstruiert. Sie hat einen Durchmesser von 130 Zentimetern und ein Gewicht von sieben Tonnen. Ausgerichtet war sie auf drei Mann Besatzung. Doch noch vor dem ersten Start explodierte der Raketenteststand und ein Regen aus Trümmern ging auf Drǎgǎşani nieder. Der rumänische Ölkonzern „Rompetrol“ hat jedoch zugesagt, das Team mit umgerechnet 9000 Euro zu unterstützen. Die neue Rakete hat ihre Startbasis am Schwarzen Meer. Hier absolvierte sie, obschon der Wettbewerb zu Ende ist, schon einige erfolgreiche Testflüge.
Das Team ARCA hatte den geringsten Etat beim Wettbewerb.

### Starchaser
- Rakete: Nova
- Nation: Großbritannien
- Einige Teammitglieder: Steve Bennet, Anthony Haynes
- Organisation: Starchaser Industries

Dieses im Modellraketenbau erfahrene Team entwickelte die 11 Meter hohe Rakete „Nova“. Sie sollte von einem Startplatz der Regierung südlich von Manchester abheben. Doch zuvor kam es immer wieder zu Problemen mit den Schweißnähten des Triebwerkes.
Letztendlich flog die Rakete einige Male – kam aber nie über 1.689 Meter Höhe hinaus.

### Bristol Spaceplanes
- Gleiter: Ascender
- Nation: Großbritannien

Auch die britische Firma Bristol Spaceplanes ging mit einem Gleiter in den Wettbewerb, den man „Ascender“ taufte. Jedoch waren die Bemühungen des Unternehmens im Rahmen des Wettbewerbes nicht von Erfolg gekrönt.

### Argentinisches Team
- Rakete: Gauchito
- Nation: Argentinien
- Ein Teammitglied: Pablo de Leon

Das argentinische Team entwickelte zwar seine Rakete und testete auch deren Schleudersitz erfolgreich, konnte aber bis zur Entscheidung des Wettbewerbes mit keinem zählbaren Flug mehr aufwarten.

### Israelisches Team
- Gleiter: Negev 5
- Nation: Israel

Die Idee des Teams war es, ihren Gleiter „Negev 5“ an einen riesigen Heliumballon zu hängen, diesen aufsteigen zu lassen und das Vehikel dann auszuklinken. Es fand jedoch kein einziger Testflug statt.

## Gewinner
Am 4. Oktober 2004 wurde der Preis an Scaled Composites für das Projekt SpaceShipOne verliehen.

## Nachfolgepreise
Nach der erfolgreichen Preisverleihung des X-Prize wurde der America’s Space Prize ausgeschrieben. Zur Erforschung des Mondes wurde im September 2007 der Google Lunar X-Prize ausgelobt. Dieser Wettbewerb wurde 2018 beendet, ohne dass es einem der teilnehmenden Teams gelungen war, die Ziele für den Hauptpreis zu erreichen.
Ein weiterer Wettbewerb der X-Prize Foundation mit Bezug zur Raumfahrt war die Lunar Lander Challenge, die 2009 von Masten Space Systems und Armadillo Aerospace gewonnen wurde.

### Teilnehmende Teams
- Scaled Composites
- Starchaser
- Canadian Arrow
- Da Vinci-Project
- Armadillo Aerospace
- ARCA
- Space Adventures
- Bristol Spaceplanes

Alle anderen Mitbewerber haben auf ihren Internetseiten keine erkennbaren Aktivitäten dokumentiert.

### Allgemein
- Web site der X PRIZE Foundation (englisch)
- X-Prize in der Encyclopedia Astronautica (englisch) – Informationen zu fast allen Raumfahrzeugen
- Tollkühne Männer in ihren fliegenden Kisten auf raumfahrer.net, 6. Juli 2003
- Die Entstehung des X-Prize – Artikel von Patrick L. Thimangu (englisch)